# ハッピージャパン
株式会社ハッピージャパン（英: HappyJapan Inc.）は、山形県山形市に本社を置く、ミシン、食品加工機器などの製造・販売を手掛ける企業である。

## 沿革
1923年、原田好太郎（1895年 - 1955年）により木型屋として創業。1927年に屋号を「原田鋳物工場」に改め、鋳物業を開始し、帝国ミシン（現・ジャノメ）の協力会社となりミシン用鋳物部品やテーブルの製造を行う。
1940年、帝国ミシンからの出資と技術援助により株式会社原田製作所として法人化され、太平洋戦争中は木製プロペラや弾丸の製造を行っていた。
1946年、帝国ミシン出身の技師を招聘し開発した自社製家庭用ミシン「ハッピーミシン」を発売。ブランド名の「ハッピー」は、原田の「少しでも世の中を幸せにしたい」との思いから名付けられた。原田は「スイスの時計のように日本のミシンを世界に広めたい」として輸出にも注力し、1949年には日本のミシンの輸出台数の27％を占めるまでになった。1953年、商号をハッピーミシン製造株式会社に変更。
1955年に2代目社長に就任した原田孝一（1924年 - 2013年）は、事業の多角化を進める一方で、1975年の北米出張の折にシンガー社が発売したコンピューターミシンに着目し、自ら購入して持ち帰り研究。4年後の1979年には国内では2番目となる自社製のコンピューターミシンを発売した。
1985年にハッピー工業株式会社に商号変更。1990年代からシンガー社のミシンのOEM生産を開始した。2000年、シンガー社の日本法人であるシンガー日鋼の廃業に伴い、シンガー社とライセンス契約を締結、シンガーブランドの国内独占販売権を獲得した。
2014年10月、ハッピー工業株式会社、東北精機工業株式会社、株式会社シンガーハッピージャパンの3社が合併し、現商号となった。
シンガーブランドの独占販売権獲得以降は自社ブランドのミシンの製造販売は休止していたが、2021年7月に20年ぶりとなる自社ブランドのミシン「mycrie」（ミクリエ）を発売した。シンガーブランドの製造・販売も引き続き行う。

## 主な製品
- ミシン
  - ハッピージャパンブランド（家庭用ミシン「mycrie」）
  - シンガーブランド（家庭用ミシン、職業用ミシン、ロックミシン、学校用ミシン）
- 刺繍機
- ICハンドラー
- FA装置
- 食品機器（野菜スライサーなど）
- 高機能材料（銀ナノインクなど）

## 事業所
- 本社・工場 - 山形県山形市
- 東京オフィス - 東京都台東区

## グループ企業
- 株式会社ハッピープロダクツ - 2017年にグループ内の鋳造関連企業4社を統合し設立。
- 株式会社ハッピー協和 - 保険代理業。
- 幸福商貿（上海）有限公司 - 貿易業。
- 幸福縫衣機股份有限公司（台中市） - 1978年設立。ミシン等の製造。
- HARACHU (THAILAND) CO.,LTD. - 2014年設立。ミシン、自動車用鋳造部品等の製造。

## 参考資料
- 廣田義人「日本におけるミシン部品量産技術の展開」（PDF）『技術と文明』第17巻第1号、日本産業技術史学会、2012年、2021年10月1日閲覧。